# 荷叶坪乡
荷叶坪乡，是中华人民共和国湖南省郴州市苏仙区下辖的一个乡镇级行政单位。

## 行政区划
荷叶坪乡下辖以下地区：
荷叶坪社区、洪塘村、董家村、海棠村、板屋村、长青村、大禾村、荷叶坪村、高冲村和兰王庙村。